# Les Voies Lyonnaises
Les Voies Lyonnaises sont le réseau express vélo desservant la métropole de Lyon. Décidé en mai 2021 et dévoilé le 22 septembre 2021, le réseau est progressivement mis en service à partir du 8 juillet 2022. À terme en 2030, le réseau doit comporter 355 km d'aménagements cyclables, dont 250 km dans une première phase en 2026.

## Historique
Lors des élections municipales et surtout des élections métropolitaines concomitantes de 2020, la réalisation d'un réseau express vélo est une promesse de campagne des candidats écologistes. Ces élections ayant vu Grégory Doucet porté à la mairie de Lyon et Bruno Bernard élu à la tête de la Métropole, cette promesse est mise en œuvre à partir de 2021.
Le but de la constitution de ce réseau est de tripler la part modale du vélo dans les déplacements métropolitains. Il permet également une meilleure résilience face à l'augmentation du coût des carburants pour les voitures.

## Réseau

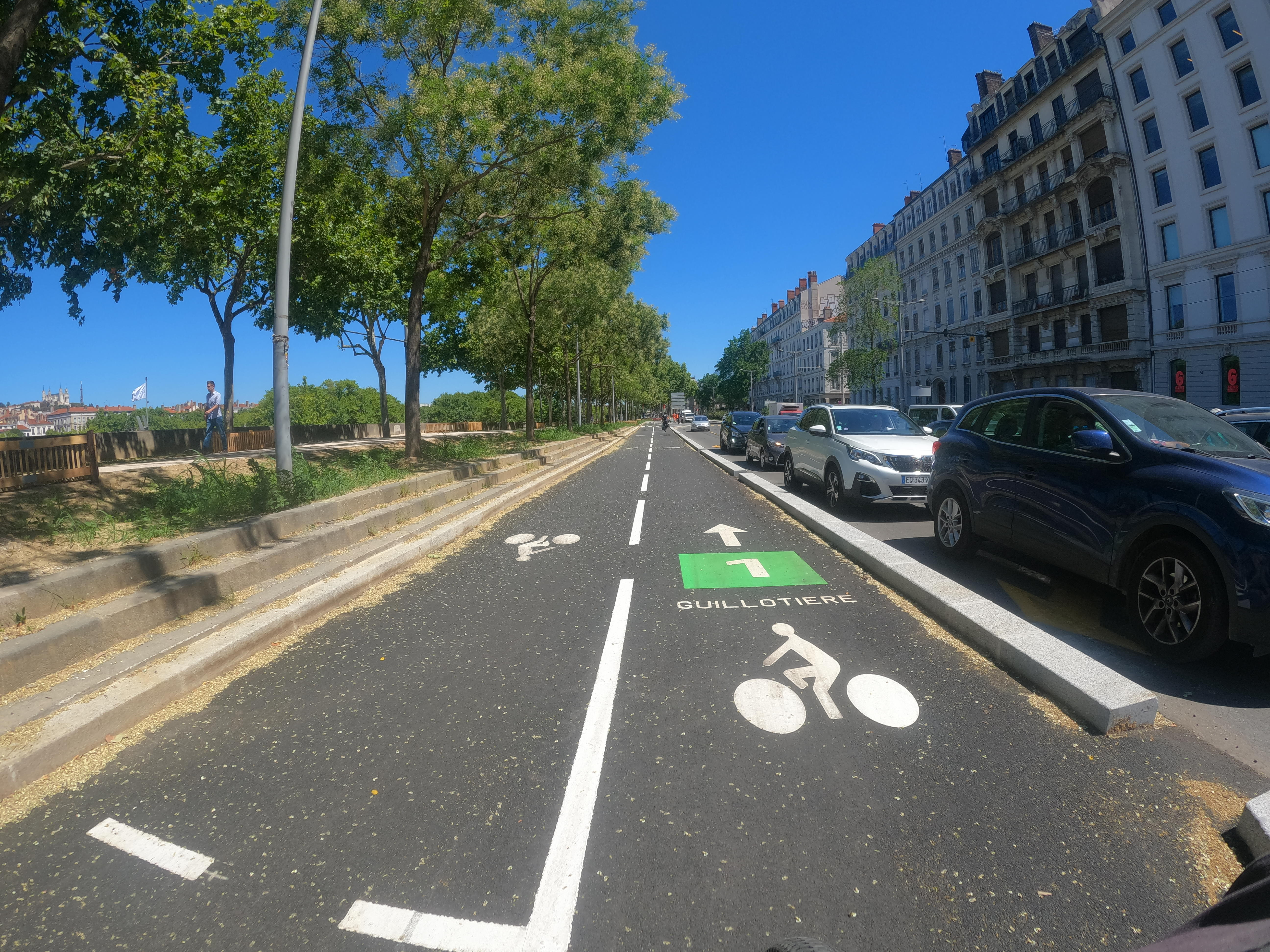
Voie Lyonnaise 1 - Quai Claude-Bernard (Lyon 7e).

Le réseau est prévu pour mesurer 355 km en 2030, avec une première étape consistant en la réalisation ou l'aménagement de 250 km en 2026. Sur ces 250 km prévus, une centaine existe déjà et ne nécessite que des aménagements complémentaires, notamment en matière de sécurité. Les 150 km restants sont aménagés en concertation avec l’extension des lignes de tramway. Le budget prévu pour 2020-2026 est de cent millions d'euros.
La première ligne du réseau est présentée le 4 juin 2021 et mesure 17 km. Elle est prévue pour relier Vaulx-en-Velin à Saint-Fons, en passant par les berges du Rhône. La partie centrale du futur équipement, le long de la rive gauche du fleuve dans la ville de Lyon, correspond déjà à une infrastructure très empruntée, avec 14 000 passages quotidiens recensés en mai 2021.
Les autres lignes des Voies Lyonnaises ont été annoncées le 22 septembre 2021. Les tracés seront figés après une concertation organisée avec les 59 communes de la Métropole et des associations d'usagers.
Les tracés annoncés sont les suivants :
|  | Ligne | Longueur | Extrémités             | Extrémités        | Dessert |
|  | ----- | -------- | ---------------------- | ----------------- | --- |
|  | 1     | 21 km    | Vaulx-en-Velin         | Saint-Fons        | Villeurbanne |
|  | 2     | 31,5 km  | Cailloux-sur-Fontaines | Mions             | Rochetaillée, Collonges-au-Mont-d'Or, l’île Barbe, Caluire-et-Cuire, Lyon, Vénissieux et Saint-Priest.                                   |
|  | 3     | 57 km    | Quincieux ou Genay     | Givors            | Saint-Germain-au-Mont-d'Or, Genay, Neuville-sur-Saône, Albigny, La Mulatière, Oullins, Pierre-Bénite, Irigny, Millery, Grigny et Givors. |
|  | 4     | 22 km    | Lissieu                | Villeurbanne      | Zone économique Techlid, centre-ville de Villeurbanne                                                                                    |
|  | 5     | 48 km    | Bron                   | Oullins           | Sainte-Foy-lès-Lyon, Francheville, Tassin-la-Demi-Lune.                                                                                  |
|  | 6     | 19,5 km  | Rillieux-la-Pape       | Saint-Genis-Laval | Rive droite du Rhône |
|  | 7     | 30,5 km  | Rillieux-la-Pape       | Solaize           | Rillieux-la-Pape, la Part-Dieu, Vallée de la chimie au sud                                                                               |
|  | 8     | 24,5 km  | La Tour-de-Salvagny    | Bron              | Berges du Rhône vers le parc de Parilly, parc Blandan, Charbonnières.                                                                    |
|  | 9     | 42,5 km  | Jonage                 | Saint-Genis-Laval | Grand parc de Miribel-Jonage. |
|  | 10    | 31 km    | Meyzieu                | Marcy-l'Étoile    | Parc de Lacroix-Laval et la zone économique                                                                                              |
|  | 11    | 24,5 km  | Chassieu               | Craponne          | La Part-Dieu, Plaine de Saint-Exupéry, Villeurbanne, Vaulx-en-Velin, Bron, Chassieu et Genas.                                            |
|  | 12    | 17 km    | Lyon 9e                | Saint-Priest      | |
|  | 13    | 24 km    | Rillieux-la-Pape       | Corbas            | Vénissieux |

Les voies sont prévues avec les caractéristiques suivantes :
- séparées des infrastructures routières et des espaces piétons ;
- suffisamment larges (entre 3 et 4 mètres) pour faciliter les dépassements entre vélos, y compris les vélos-cargos ;
- signalétique et revêtement adaptés ;
- ajouts d'aménagements spécifiques dédiés au vélo (stations de gonflage, fontaines à eau, parkings sécurisés[2]).

## Mises en service
- Voie Lyonnaise 1
  - 8 juillet 2022 : Le premier tronçon du réseau d'une longueur de 1 km est ouvert à la circulation[3]. Il couvre le segment entre le pont de la Guillotière et le pont Gallieni.
  - 28 février 2023 : Mise en service du tronçon entre le pont Morand et le pont Winston-Churchill[11].
  - 27 août 2024 : Inauguration du secteur entre la Guillotière et le parc de la Tête d'Or, secteur le plus emprunté de la métropole, après des travaux de rénovation et d'élargissement[12].
- Voie Lyonnaise 2
  - 5 avril 2024 : Mise en service du tronçon Parc de la Tête d'Or (Boulevard Stalingrad) - Cours Vitton.
  - 18 avril 2025 : Ouverture du tunnel Vivier Merle, sous la gare Part-Dieu[13].
- Voie Lyonnaise 3
  - 26 janvier 2023 : Inauguration d'un premier tronçon de 900 m au niveau de Couzon-au-Mont-d'Or[14].
- Voie Lyonnaise 5
  - 16 septembre 2024 : Inauguration du tronçon reliant Vaulx-en-Velin, Décines-Charpieu, Bron et Chassieu[15].
- Voie Lyonnaise 7
  - 17 janvier 2025 : Inauguration du tronçon sud entre le 7e arrondissement et Saint-Fons[16].
- Voie Lyonnaise 8
  - 28 avril 2025 : Mise en service du tronçon reliant la Tour-de-Salvagny, Dardilly et Charbonnières-les-Bains[17].
- Voie Lyonnaise 11
  - 16 septembre 2024 : Inauguration d'un tronçon à Chassieu[15].

## Critiques
La mise en place du réseau des Voies Lyonnaises suscite la critique de plusieurs acteurs métropolitains, dont une partie des riverains, commerçants et de l'opposition politique,.

## Galerie

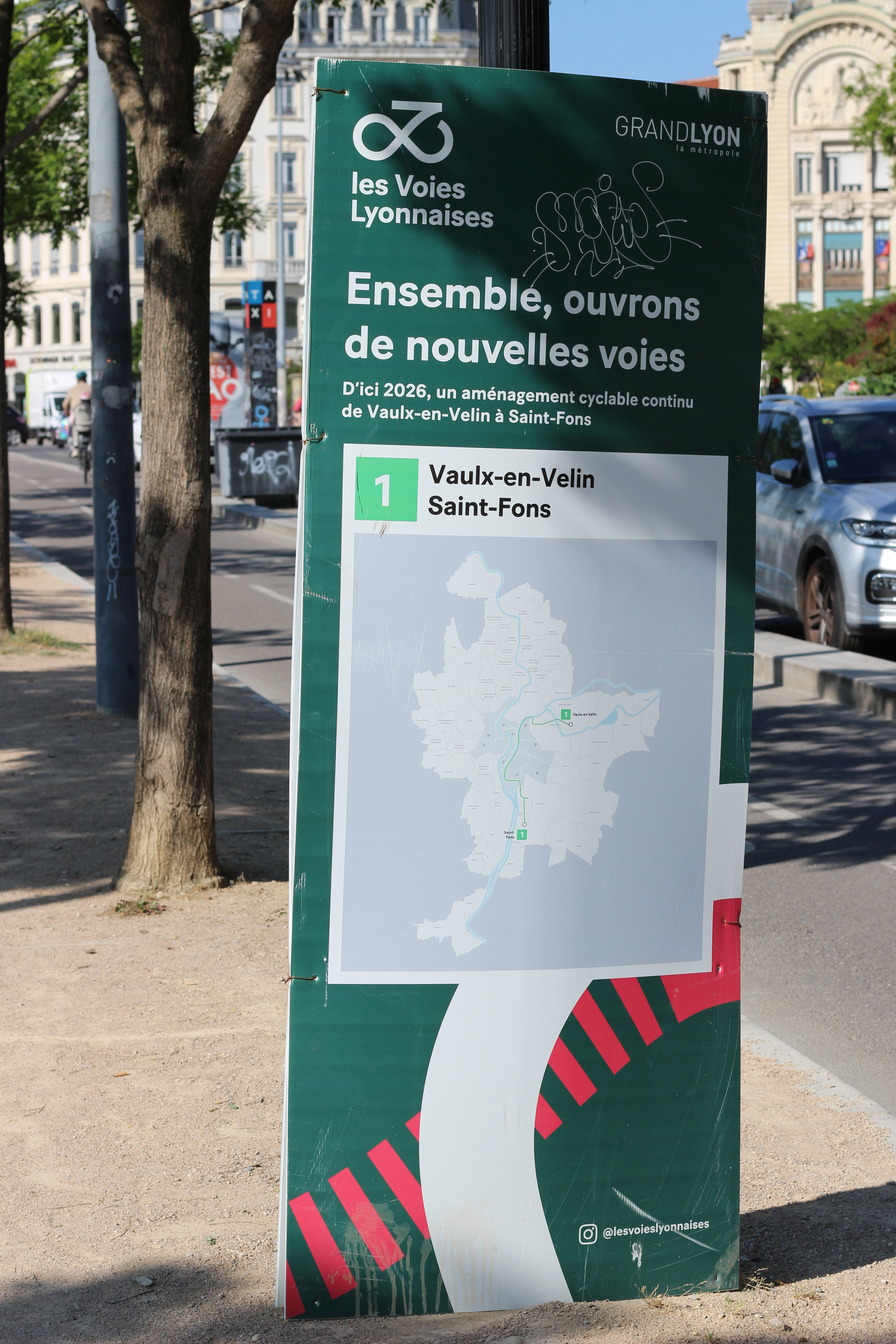
Panneau informatif présentant la VL1 - Quai Claude-Bernard (Lyon 7e).
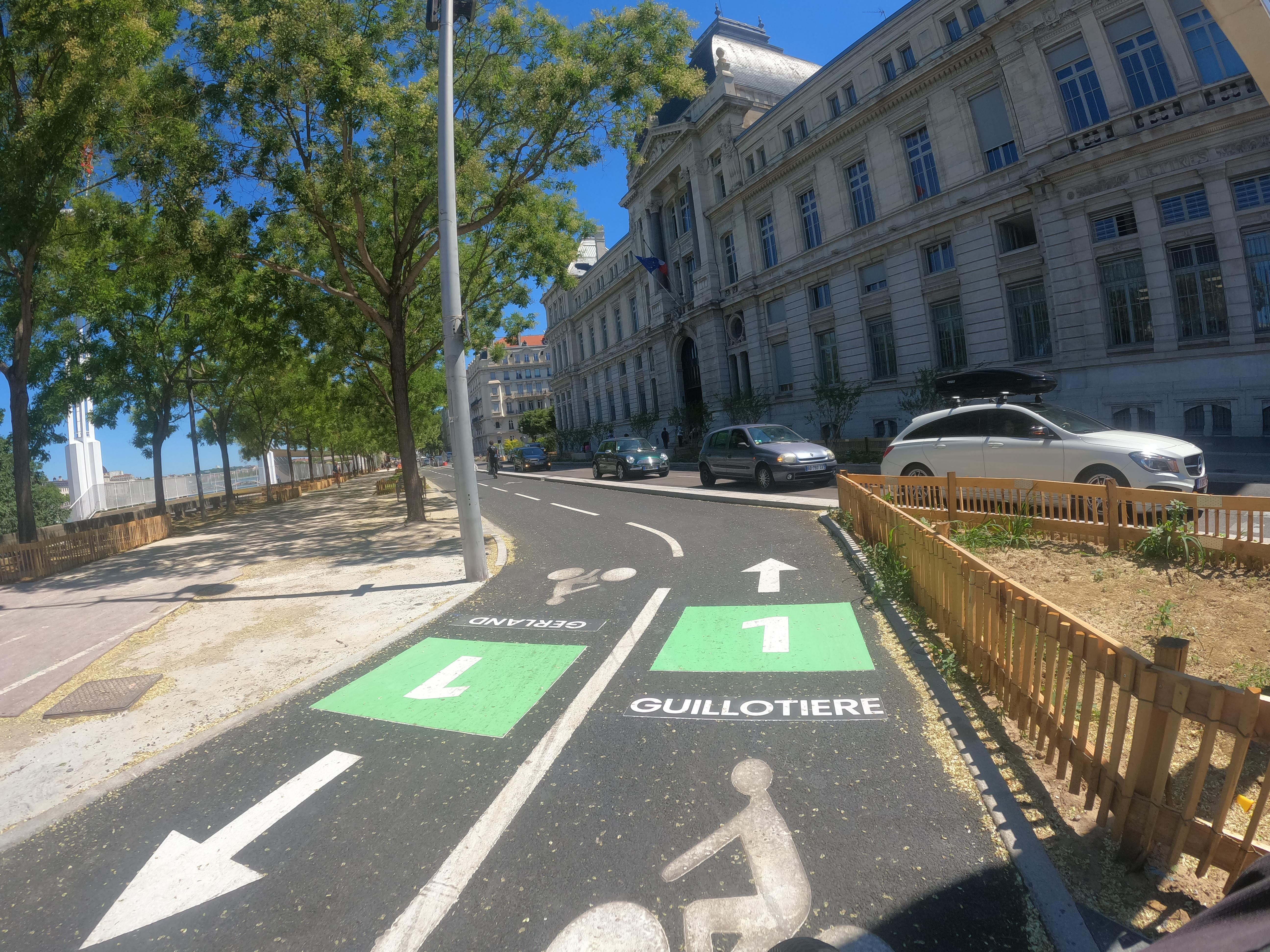
VL1 - Quai Claude-Bernard (Lyon 7e).
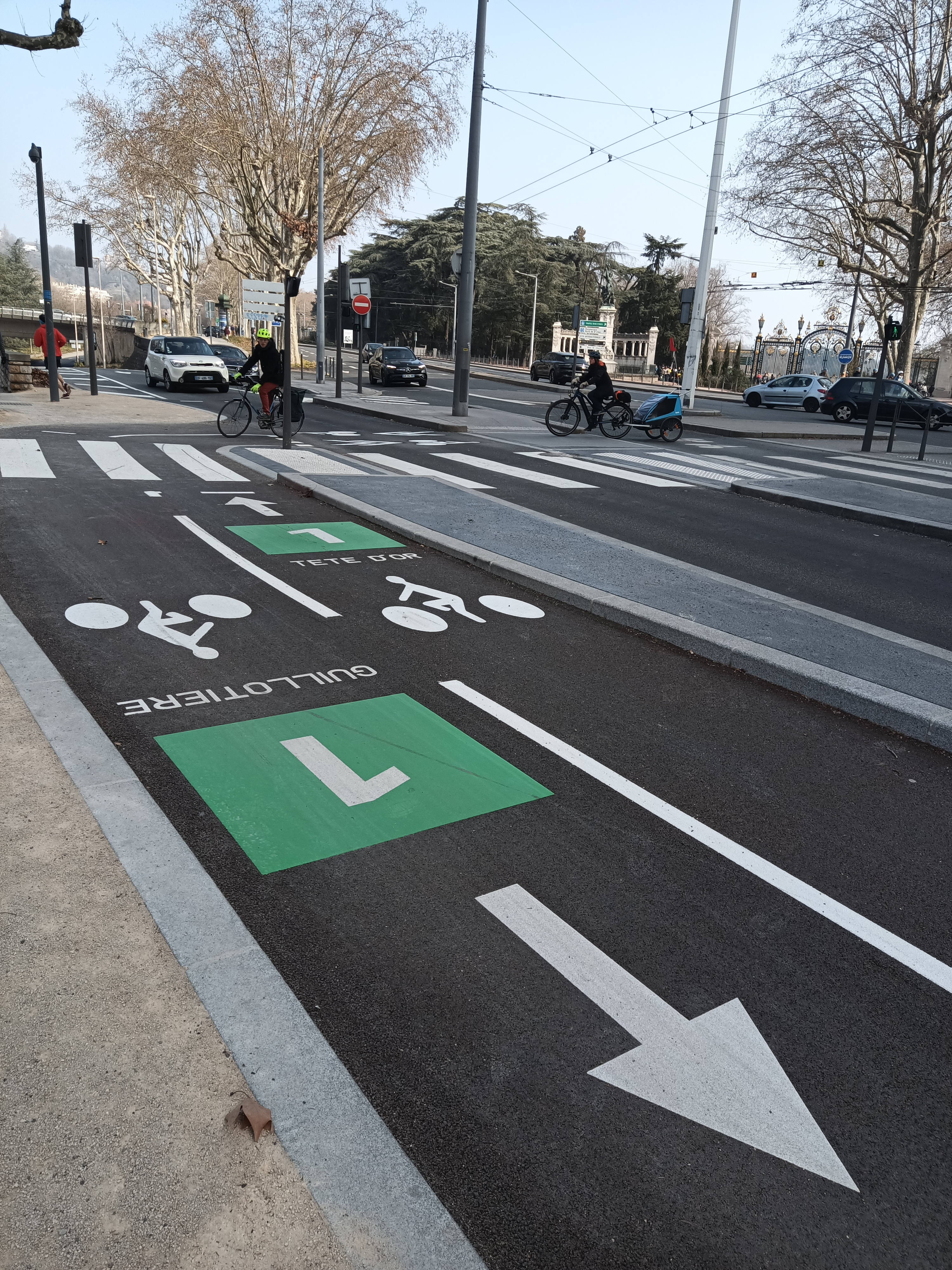
VL1 - Avenue de Grande-Bretagne (Lyon 6e).
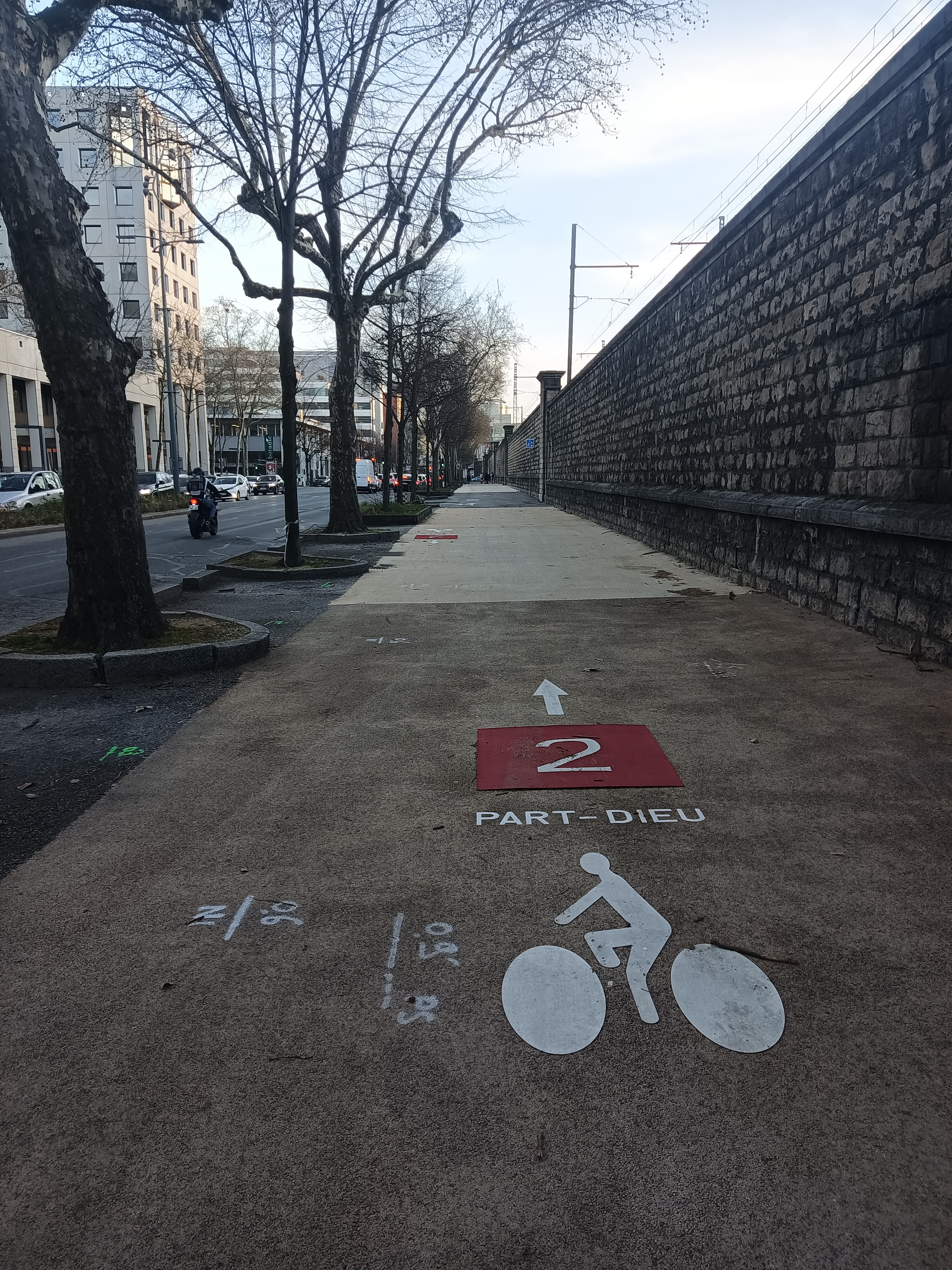
VL2 - Boulevard de Stalingrad (Villeurbanne).
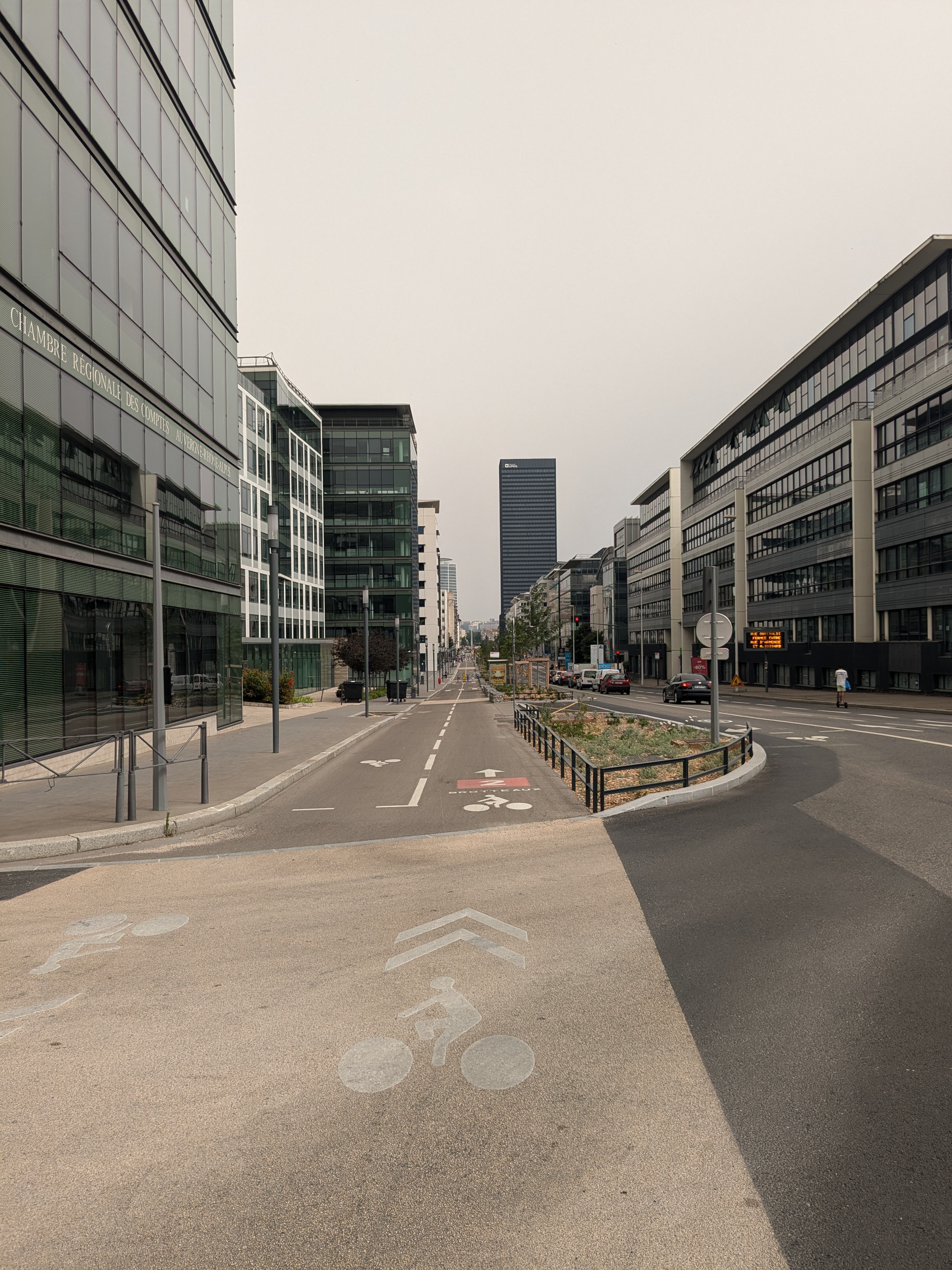
VL2 - Boulevard Vivier-Merle (Lyon 3e).
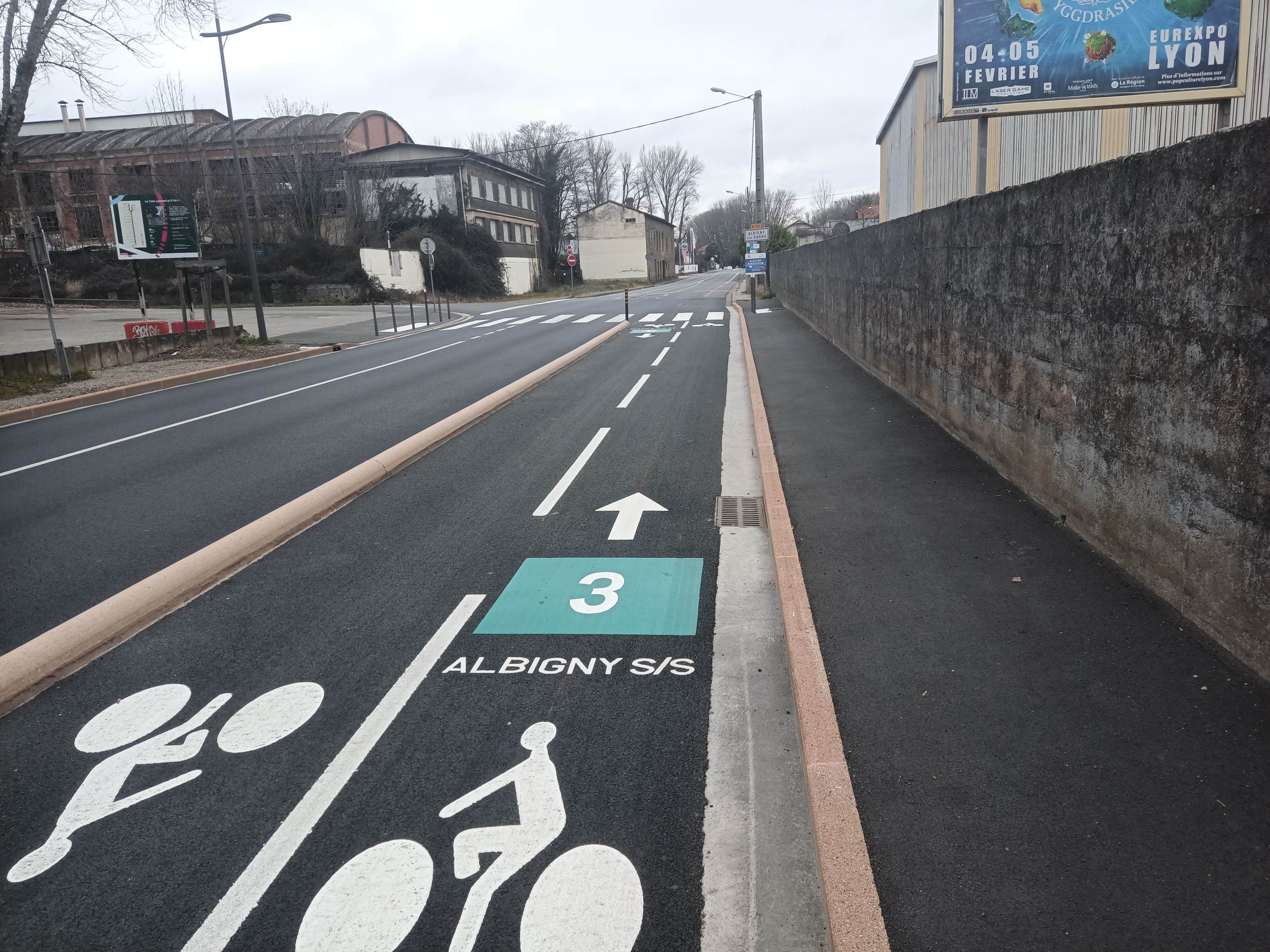
VL3 - Rue Gabriel-Péri (Couzon-au-Mont-d'Or).
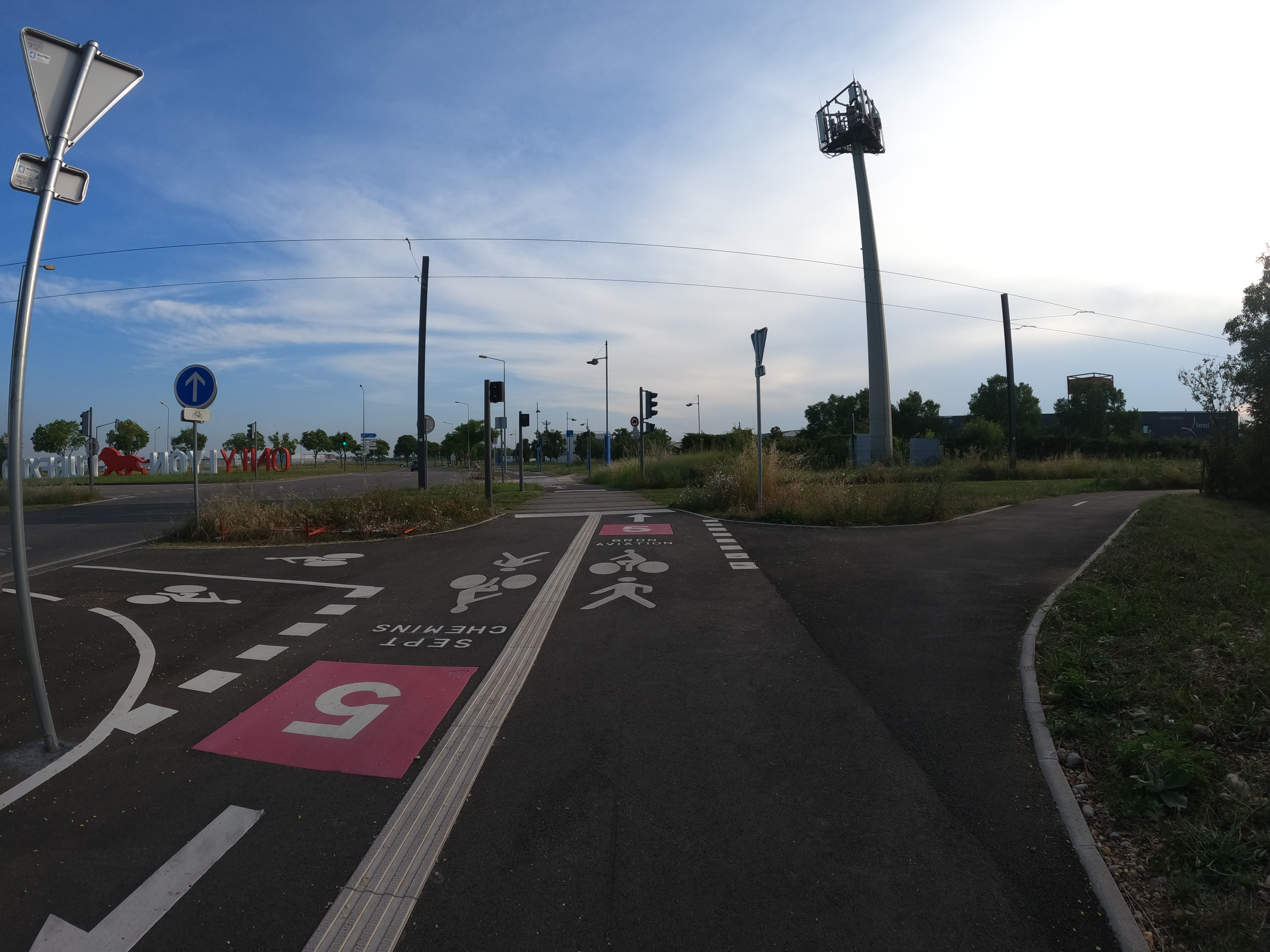
VL5 - Boulevard Charles de Gaulle (Chassieu).
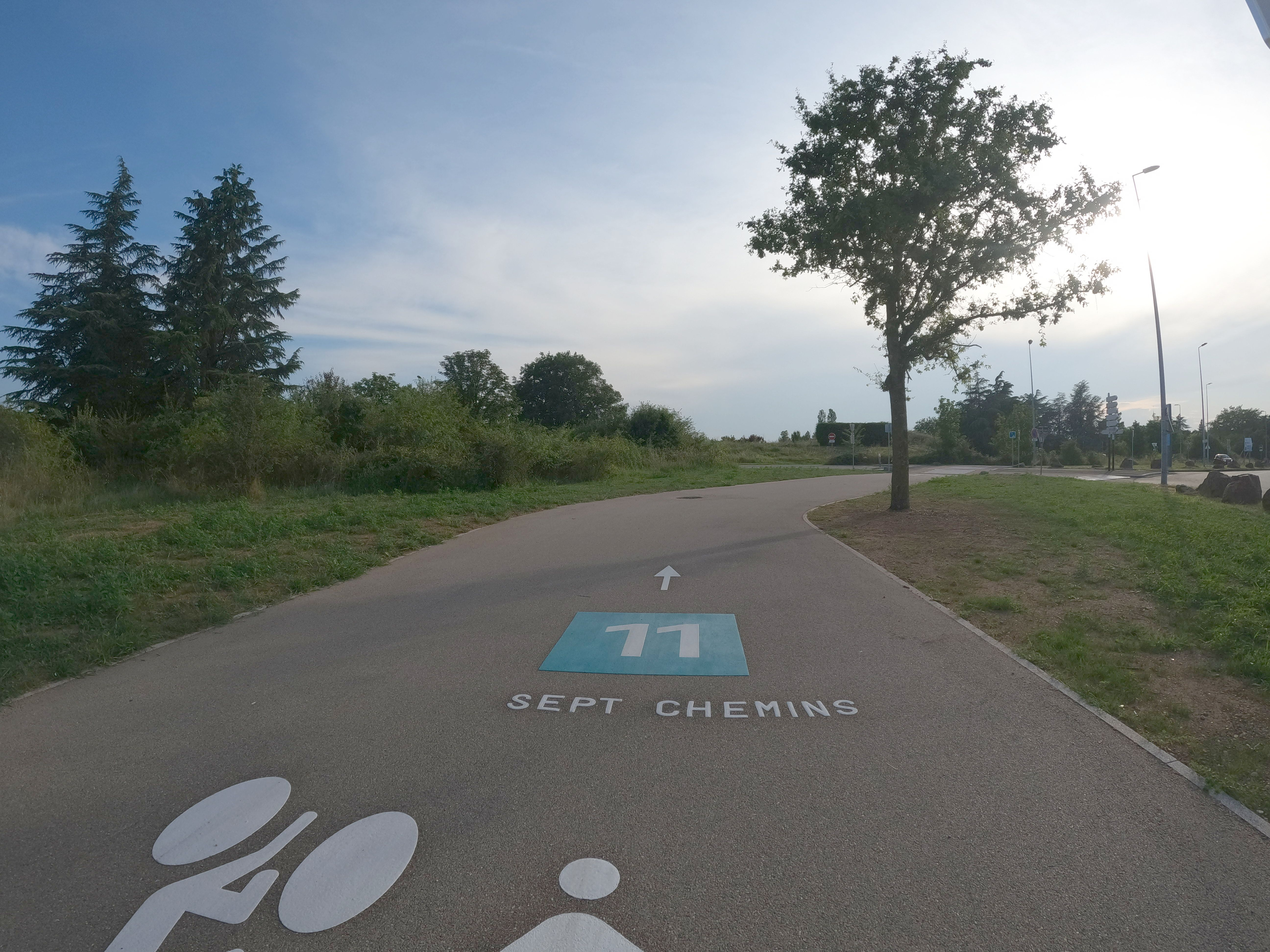
VL11 - Avenue du Dauphiné (Chassieu).